# Lunheng
O Lunheng (chinês: 論衡, pinyin: Lùnhéng, Wade–Giles: Lun-heng), publicado em 80 EC, é um texto clássico chinês multitemático, contendo ensaios críticos de Wang Chong (c. 27-100 CE) sobre ciência natural, mitologia chinesa, filosofia e literatura.